# Liolaemus umbrifer
Espèce
Statut de conservation UICN

 LC  : Préoccupation mineure
Liolaemus umbrifer est une espèce de sauriens de la famille des Liolaemidae.

## Répartition
Cette espèce est endémique de la province de Catamarca en Argentine. Elle se rencontre entre 3 190 et 3 490 m d'altitude.

## Publication originale
- Espinoza & Lobo, 2003 : Two new species of Liolaemus lizards from northwestern Argentina: speciation within the Northern subclade of the elongatus group (Iguania: Liolaemidae). Herpetologica, vol. 59, no 1, p. 89-105.